# Mannu-ki-Aszur
Mannu-ki-Aszur lub Mannu-ki-mat-Aszur (akad. Mannu-kī-Aššur; w transliteracji z pisma klinowego zapisywane mman-nu-ki-i-aš-šur i mman-nu-ki-KUR.aš-šur; tłum. „Któż jest jak Asyria?”) – wysoki dostojnik sprawujący urząd gubernatora Guzany (ob. Tell Halaf) za rządów asyryjskiego króla Adad-nirari III (810-783 p.n.e.); według asyryjskich list i kronik eponimów w 793 r. p.n.e. pełnił również urząd eponima (akad limmu). Archiwum z jego dokumentami odkryto w trakcie prac archeologicznych w Tell Halaf. Imię jednego z jego eunuchów, Adad-nasira, jest znane.